# Debora Novellino
Debora Novellino (Taranto, 11 settembre 1997) è un'ex calciatrice italiana, di ruolo difensore.

## Biografia
Figlia d'arte, acquisisce la passione per il calcio dal padre Giuseppe e dallo zio Walter. È sorella di Donatella, giocatrice di calcio a 5 e imprenditrice capace di fondare il primo marchio di palestre di cardio fitness al femminile in Italia.

## Carriera
Debora Novellino vive il mondo del calcio in famiglia e già dall'età di 4 anni esprime il desiderio di praticarlo, accontentata dai genitori che la tesserano con il Real Pulsano, società dell'omonima cittadina salentina, dove apprende i fondamentali e gioca per undici anni nelle formazioni miste. Raggiunta l'età massima per giocare con i maschi decide di passare al calcio a 5 femminile incrociando l'attività della sorella, Donatella, che gioca nel Real Five Fasano.
Dopo una sola stagione archivia l'esperienza del futsal trovando un accordo con la neopromossa Pink Sport Time per giocare in Serie A. Dalla stagione 2014-2015 è a disposizione del mister Isabella Cardone che la fa debuttare nel ruolo di difensore alla 1ª giornata di campionato, il 4 ottobre 2014, nella partita persa per 0-4 in casa della Donna Roma. La stagione si rivelerà particolarmente ostica per la squadra, che pur integrando la rosa con alcuni nuovi elementi durante il calciomercato invernale non riesce ad evitare la retrocessione in Serie B. Ciò nonostante, grazie alla mancata iscrizione dell'Acese, la Pink viene ripescata e Novellino ha l'occasione di giocare la sua seconda stagione nel massimo livello del campionato italiano femminile di calcio.  La stagione 2016-2017 era a disposizione del mister Roberto D'Ermilio nel campionato di serie B con la squadra Pink Sport Time. Il 21 maggio 2017 ha vinto lo spareggio a Pescara contro la Roma calcio femminile aggiudicandosi così la serie A.
Dopo sette stagioni con la società barese, nell'estate 2021 si trasferisce alla Sampdoria, squadra che ha rilevato il titolo della Florentia San Gimignano, indossando la maglia blucerchiata sotto la guida tecnica di Antonio Cincotta per la stagione 2021-2022, la prima in Serie A per la società genovese.
Annuncia il ritiro il 16 agosto 2025, ad appena 27 anni, lasciando aperto alla possibilità di tornare a giocare in futuro.

## Altre attività
Nel dicembre 2015 viene selezionata per il primo casting di Miss Italia insieme ad altre due calciatrici (Martina Piemonte, allora difensore centrale del San Zaccaria, e Alessia Sgaggiaro, della Roma Calcio Femminile). Nel gennaio 2016 è stata votata Prima Miss dell'anno, titolo che le ha permesso di accedere direttamente alle prefinali di Miss Italia. Non si è poi qualificata per la finale.

## Statistiche

### Presenze e reti nei club
Statistiche aggiornate al 18 aprile 2025.
| Stagione               | Squadra                | Campionato             | Campionato | Campionato | Coppe nazionali | Coppe nazionali | Coppe nazionali | Coppe continentali | Coppe continentali | Coppe continentali | Altre coppe | Altre coppe | Altre coppe | Totale | Totale |
| Stagione               | Squadra                | Comp                   | Pres       | Reti       | Comp            | Pres            | Reti            | Comp               | Pres               | Reti               | Comp        | Pres        | Reti        | Pres   | Reti   |
| ---------------------- | ---------------------- | ---------------------- | ---------- | ---------- | --------------- | --------------- | --------------- | ------------------ | ------------------ | ------------------ | ----------- | ----------- | ----------- | ------ | ------ |
| 2014-2015              | Pink Sport Time        | A                      | 20         | 0          | CI              | ?               | ?               | -                  | -                  | -                  | -           | -           | -           | 20+    | 0+     |
| 2015-2016              | Pink Sport Time        | A                      | 17         | 1          | CI              | 3               | 0               | -                  | -                  | -                  | -           | -           | -           | 20     | 1      |
| 2016-2017              | Pink Sport Time        | B                      | 21+1       | 0          | CI              | 5               | 0               | -                  | -                  | -                  | -           | -           | -           | 27     | 0      |
| 2017-2018              | Pink Sport Time        | A                      | 22+2       | 2          | CI              | 5               | 0               | -                  | -                  | -                  | -           | -           | -           | 29     | 2      |
| 2018-2019              | Pink Sport Time        | A                      | 18         | 0          | CI              | 0               | 0               | -                  | -                  | -                  | -           | -           | -           | 18     | 0      |
| 2019-2020              | Pink Sport Time        | A                      | 13         | 4          | CI              | -               | -               | -                  | -                  | -                  | -           | -           | -           | 13     | 4      |
| 2020-2021              | Pink Sport Time        | A                      | 18         | 1          | CI              | 2               | 0               | -                  | -                  | -                  | -           | -           | -           | 20     | 1      |
| Totale Pink Sport Time | Totale Pink Sport Time | Totale Pink Sport Time | 127        | 7          | -               | 15+             | 0+              | -                  | -                  | -                  | -           | -           | -           | 142+   | 7+     |
| 2021-2022              | Sampdoria              | A                      | 14         | 0          | CI              | 1               | 0               |                    | -                  | -                  |             | -           | -           | 15     | 0      |
| 2022-2023              | Pomigliano             | A                      | 25+1       | 1          | CI              | 4               | 0               | -                  | -                  | -                  | -           | -           | -           | 30     | 1      |
| 2023-2024              | Pomigliano             | A                      | 21         | 1          | CI              | 2               | 0               | -                  | -                  | -                  | -           | -           | -           | 22     | 1      |
| Totale Pomigliano      | Totale Pomigliano      | Totale Pomigliano      | 46+1       | 2          | -               | 5               | 0               | -                  | -                  | -                  | -           | -           | -           | 52     | 2      |
| 2024-2025              | Napoli                 | A                      | 11         | 1          | CI              | 4               | 0               | -                  | -                  | -                  | -           | -           | -           | 15     | 1      |
| Totale carriera        | Totale carriera        | Totale carriera        | 204        | 10         | -               | 25+             | 0+              | -                  | -                  | -                  | -           | -           | -           | 229+   | 10+    |

## Palmarès

### Club
- Campionato italiano di Serie B: 1

Pink Sport Time: 2016-2017